# Greta Johanssonová
Anna Teresa Margareta „Greta“ Johanssonová (9. ledna 1895 Stockholm, Švédsko – 28. ledna 1978 San Mateo, Kalifornie, USA) byla švédská reprezentantka ve skocích do vody a plavání.
V roce 1912 se na olympijských hrách ve Stockholmu stala vítězkou ve skocích z desetimetrové věže. Na stejných hrách startovala také jako členka švédské štafety na 4×100 metrů volným způsobem.
V roce 1912 emigrovala do Spojených států amerických. Zde se provdala za švédského skokana do vody Ernsta Brandstena.